# 费尔南多·达·皮耶达德·迪亚斯·多斯·桑托斯

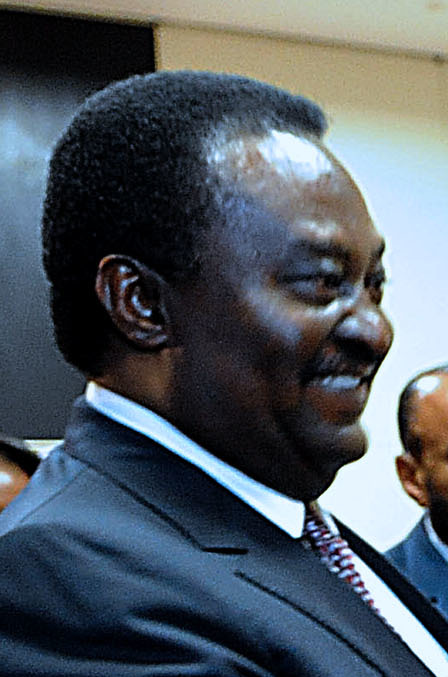
费尔南多·达·皮耶达德·迪亚斯·多斯·桑托斯 (2012)

费尔南多·达·皮耶达德·迪亚斯·多斯·桑托斯（Fernando da Piedade Dias dos Santos，1950年3月5日—），安哥拉政府官員。他之前為該國之內務部長，2002年被安哥拉軍事強人總統、堂兄若澤·愛德華多·多斯·桑托斯（José Eduardo dos Santos）拔擢為總理，2008年離任，改任議會主席至2010年。2010年至2012年任副總統。他是1999年以來安哥拉首位總理。
| 前任： 费尔南多·若泽·德弗兰萨·迪亚斯·范-杜嫩 | 安哥拉总理 2002年－2008年 | 继任： 保羅·卡索馬 |